# Eugen Suchoň

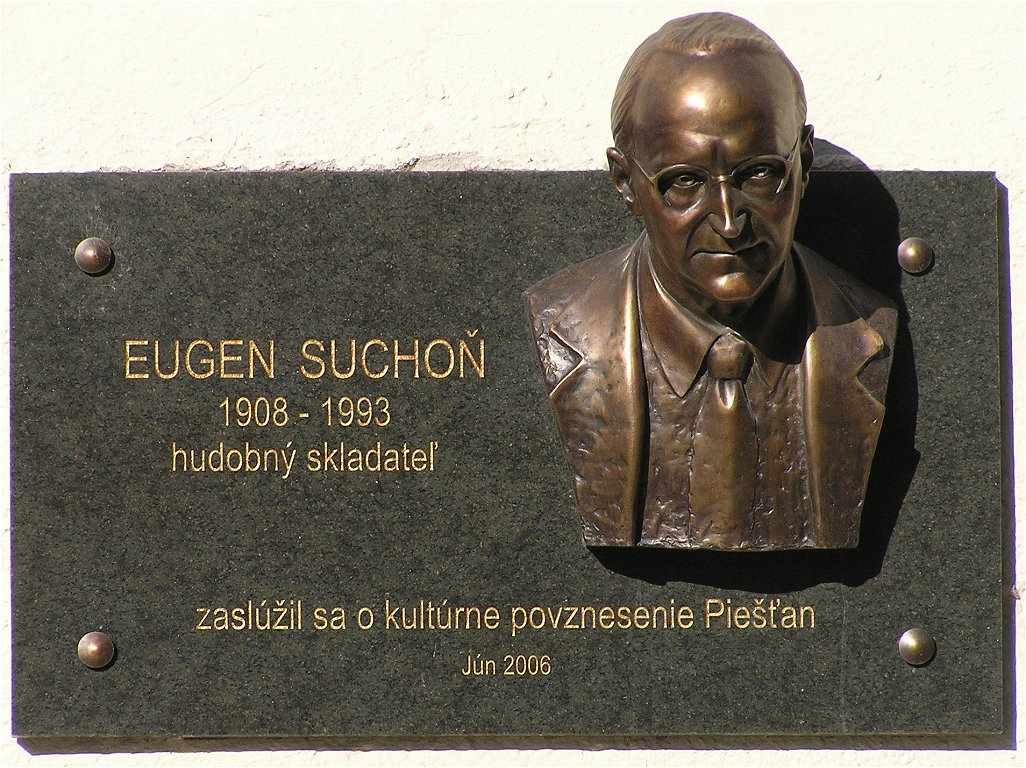
Gedenktafel für Eugen Suchoň von Roman Hrčka in Piestany

Eugen Suchoň (* 25. September 1908 in Pezinok, Königreich Ungarn, heute Slowakei; † 5. August 1993 in Bratislava, Slowakei) war ein slowakischer Komponist.

## Leben
Eugen Suchoň wurde in Pezinok (deutsch Bösing) in der Nähe von Bratislava (Preßburg) geboren. Mit zwölf Jahren begann er seine musikalischen Studien, die ihn schon bald an die neu gegründete Musikakademie Bratislava und später an die Musikakademie Prag führten. Bald nach Abschluss seiner Studien wurde er zum Professor für Musiktheorie berufen. Über fünfzig Jahre lang hat Suchoň als Lehrer und Komponist die slowakische Musik geprägt, ihr mit seinen Werken und theoretischen Studien einen Platz zwischen Spätromantik und Avantgarde zugewiesen. Ganz in diesem Sinne ist Suchoňs Werk nicht hermetisch, sondern von stetiger Entwicklung geprägt.
Typisch für seine frühen Werke ist die Sonatina für Violine und Klavier op. 11. Diese entstand Mitte der 1930er Jahre. Das Werk ist einerseits von der französischen Schule der Impressionisten geprägt, trägt in seiner Eleganz und Introversion Züge Maurice Ravels, andererseits benutzt Suchoň Elemente slowakischer Folklore. In ihrer Verarbeitung ist das dreisätzige Stück eine Auseinandersetzung mit dem Vorbild Antonín Dvořák.
Während der Kriegsjahre arbeitete Suchoň an seiner ersten Oper, Krútňava, die er erst 1948 abschloss. Die Summe der Eindrücke aus Krieg und beginnender Stalinistischer Diktatur, zudem die Zäsur durch die lang andauernde Opernarbeit, begründeten eine neue Qualität in Suchoňs Werken.
Nach Werken, die musikästhetisch und weltanschaulich stark an die slowakische Herkunft des Komponisten angelehnt sind, gewann jetzt eine weitere, transzendental-metaphysische Komponente an Bedeutung. Suchoň schrieb Werke wie die Metamorphosen op. 14, den Liederzyklus Ad Astra op. 16 oder das Poème macabre op. 17. Diese Komposition ist eine musikalische Auseinandersetzung mit den philosophischen Seinsbegriffen Leben und Tod. Sie nehmen in dem bewegten und eindrucksvollen Werk fast programmatische Gestalt an.